# Lake Hamilton (Floride)
Lake Hamilton est une ville américaine située dans le comté de Polk en Floride.

## Démographie
| 1930 | 1940 | 1950 | 1960 | 1970  | 1980  |
| ---- | ---- | ---- | ---- | ----- | ----- |
| 399  | 344  | 604  | 930  | 1 165 | 1 552 |

| 1990  | 2000  | 2010  | - | - | - |
| ----- | ----- | ----- | - | - | - |
| 1 128 | 1 304 | 1 231 | - | - | - |

Selon le recensement de 2010, Lake Hamilton compte 1 231 habitants. La municipalité s'étend sur 4,12 milles carrés (10,67 km2), dont 3,14 milles carrés (8,13 km2) de terres.